# Tompalátás
A tompalátás, görög eredetű nevén amblyopia egy olyan állapot, amiben az érintett szem látásélessége úgy csökkent, hogy nincs kimutatható szervi ok, vagy a szervi okok nem állnak arányban a látásélesség csökkenésével. A látáscsökkenés mértéke akkora, hogy az érintett nem tud a tompalátó szemével olvasni. Okai a gyermekkorban elhanyagolt látáshibák, vagy szembetegségek, például a kancsalság, vagy az anizometrópia. Csak gyermekkorban kezelhető 8-12 éves korig, felnőttkorban még csak nem is korrigálható. Egyes vélemények szerint azonban a takarásos módszerrel még felnőttkorban is elérhető némi javulás. A különböző felmérések szerint az emberek 2-4, vagy 4-5%-a tompalátó.

## Leírása
Az egyik, vagy mindkét szemen csökkent a látásélesség. Az érintett szemmel nem, vagy csak erőlködve lehet olvasni. Ezzel a szemmel egyébként is jobban lehet térben tájékozódni, mint egy sík lapon. Súlyos esetekben a szem akár vak is lehet. A színérzékelés sokszor a spektrum vörös vége felé tolódik el.

## Okai
A tompalátás leggyakoribb oka a kancsalság, de okozhatja a két szem együttműködésének más zavara is, például az anizometrópia. Szürkehályog miatt is kialakulhat. A tompalátás egyéb okai lehetnek az éleslátás helyének működési képességét rontó betegségek, vagy bármi, ami elzárja a fény útját az érintett szembe. Ezek a hibák csak alapos vizsgálattal, a szem fénytörő közegeinek átvilágításával mutathatók ki. Ezek az okok örökletesek is lehetnek.

## Következményei
A két szem együttműködésének zavarai miatt nem alakul ki a térlátás. Emellett az érintettek sérülékenyebbé válnak. Ha jól látó szemük bármilyen ok miatt megsérül, akkor gyengénlátókká, vagy vakokká válnak. A szem védelme azért is fontos, mert a legtöbb sérülés a jól látó, ezért többet használt szemet érinti. 

## Felismerése
A tompalátásra sokszor nem utal semmi külső jel, ezért fontos a gyerek rendszeres vizsgálata csecsemőkorától kezdve.
A tompalátás felismerésére alkalmazott legbiztosabb módszer a takarásos teszt. Nyugodt körülmények között eltakarják a gyerek egyik, majd másik szemét, és figyelik, hogy felsír, vagy tiltakozik-e. Nagyobb gyerekeknél az orvosok ajánlják a kukucska játékot, amiben a gyerek először az egyik, majd a másik szemét eltakarva olvas. A tompalátás mellett a kancsalság jeleit is keresik.
Nagyon kicsi gyerekeknél a látásvizsgálatra egy olyan táblát használnak, aminek az egyik fele csíkozott, a másik fele egyszínű szürke. Ha a baba látja a csíkokat, akkor a csíkozott felet nézi. A csíkozott részt el is mozdítják, hogy követi-e. Később a csíkok helyett képeket kell felismernie a gyereknek. A 3-4 éveseket már bevezetik a szemvizsgáló táblák világába, ahol is szimbólumokat, majd számokat olvastatnak velük.
A tompalátás felismerésének egy módja, hogy arcképet készítenek a gyerekről, és megvizsgálják a vörös visszfényt. Habár ez a módszer semmi kényelmetlenséget nem jelent, vannak olyan szembetegségek, amik hamis negatív eredményt adnak, ezért ez a módszer nem megbízható.

## Kezelése
A tompalátás az általánosan elterjedt vélemények szerint csak 8-12 éves korig kezelhető. A kezelés, ha lehetséges, az okokra irányul. A látáshibákat korrigálják, a kancsalságot az orvos által megadott menetrend szerint takarásos módszerrel kezelik, amiben felváltva takarják a jól és a rosszul látó szemet. A kancsalság penalizációval is kezelhető. A gyerek két szemüveget kap, amiket naponta kell váltania. Az egyik szemüveg a jól látó szemet közelre, a rosszul látót a legjobban korrigálja. A másik szemüveg szintén teljes korrekciót ad a rosszul látó szemre, viszont a jól látó szemet távolra korrigálja. Ezzel kényszeríti a rosszul látó szemet arra, hogy mind közelre, mind távolra lásson.